# Metal Fatigue (videogioco)
Metal Fatigue (noto anche come Metal Conflict), è un videogioco strategico in tempo reale ambientato in un futuro distante sviluppato da Zono e pubblicato dalla Psygnosis in Europa il 18 maggio 2000 e dalla TalonSoft negli Stati Uniti il 31 luglio dello stesso anno.
Il gioco è stato poi ripubblicato il 21 luglio 2018 su GOG.com e Steam dalla Nightdive Studios, come acquirente dei diritti del gioco.

## Trama
Siamo nel XXIII secolo. La razza umana ha scoperto e ottenuto la capacità di viaggiare più veloce della luce, ed è ora in grado di raggiungere i sistemi solari che si trovano al di fuori del proprio. L'esplorazione galattica ha però confermato le due peggiori paure dell'uomo. In primis, si è scoperta l'esistenza di una razza aliena bellicosa e superiore al genere umano, chiamata Hedoth, tramite una flotta esplorativa che ha scoperto delle strutture senzienti disseminate in tutta la galassia e che sarebbero state distrutte ere geologiche or sono.
La spedizione esplorativa consisteva in tre grandi corporazioni terrestri, chiamate CorpoNazioni, ovvero la Rimtech, la Mil-Agro e la Neuropa. Queste tre CorpoNazioni si erano unite in un'alleanza industriale, e la sete di conoscenza della tecnologia aliena le aveva spinte fino al pianeta natale degli Hedoth. Quando l'intera spedizione raggiunse il settore, le tre CorpoNazioni ammassarono le loro flotte, pronte per la guerra, salvo poi scoprire come i pianeti natali degli Hedoth fossero vacanti, e, come conseguenza, quanto fosse vera la seconda peggiore paura del genere umano: l'umanità è sola nell'universo.
In compenso, gli Hedoth avevano tuttavia lasciato sul pianeta numerosi loro artefatti e tesori, e questo provocò una "caccia all'oro" tra le tre CorpoNazioni, che lottarono tra di loro per la tecnologia aliena in palio.
Nel filmato introduttivo del gioco, che spiega in breve la trama finora, vediamo i tre figli del leggendario eroe della RimTech Icarus Angelus: i loro nomi sono il primogenito Diego, il secondogenito Jonus, e l'ultimogenito Stefan. Durante una ricognizione, i tre fratelli vengono presi di mira da una macchina senziente degli Hedoth. Il trio riesce a distruggerlo, ma un attacco della MilAgro li separa violentemente, e Stefan cade in un burrone. Jonus fugge dall'attacco, e viene preso e obbligato a unirsi a Neuropa. Diego cerca a lungo, ma invano, i due fratelli, mentre Stefan viene catturato e riabilitato dalla Mil-Agro, che lo recluta nei suoi ranghi. L'incidente tra i tre fratelli rappresenta dunque il preludio di una sanguinosa guerra tra le tre CorpoNazioni.
Il giocatore è quindi incaricato di porre fine alla guerra, completando le tre rispettive campagne. È consigliato iniziare con la campagna RimTech di Diego Angelus, continuare con quella MilAgro di Stefan, e finire con quella di Neuropa di Jonus.

## Modalità di gioco
Il gioco è completamente tridimensionale, e va considerato come una griglia invisibile. Oltre ad offrire i soliti elementi caratteristici degli strategici in tempo reale, come la costruzione degli edifici e la raccolta delle risorse, il gioco consente anche una nuova caratteristica: i Combots, dei robot giganti costruibili con torsi, armi e paia di gambe disponibili in diversi formati. Oltre a essere costruiti da zero con queste parti (che richiedono un paio di gambe, un busto e due braccia separate, più un apposito equipaggio umano), è possibile anche costruirli con parti recuperate dai Combot nemici distrutti.
Due sono le risorse: MetaJoules e Manodopera.
- I MetaJoules, o MJ, sono la risorsa primaria del gioco, e servono per costruire ogni cosa presente nel gioco. Riconoscibili anche nella barra rossa che si trova nella parte superiore della schermata durante il gioco, si raccolgono dalla Lava tramite degli Hover Trucks (che fungono da lavoratori), o si producono dai Pannelli Solari nei livelli orbitali. I loro magazzini sono i Convertitori di Materia e le Banche Energetiche (che aumentano di 2300 e di 1000, rispettivamente, il livello massimo di MJ).
- La Manodopera (ManPower), o MP, è la seconda "risorsa del gioco", e consiste nel numero di individui disponibili per vari compiti, come costruire parti di Combot nell'Industria di Parti, o guidare i veicoli. Molti degli edifici presenti nel gioco e tutte le unità ivi presenti necessitano di una certa quantità di Manodopera. Riconoscibile nella barra arancione presente nella parte superiore della schermata durante il gioco accanto a quella dei MetaJoules, aumenta semplicemente costruendo delle CrioFattorie, ognuna delle quali aggiunge 40 MP disponibile. Se un'unità viene prodotta ma la Manodopera è 0 o meno (es. una CrioFattoria è stata distrutta), l'unità dovrà attendere finché non c'è abbastanza MP per essere piazzata.

Nel gioco, le unità possono salire di grado attraverso l'esperienza. Tuttavia, quando completa una missione in giocatore singolo, il giocatore riceve punti utilizzabili per aggiornare piloti di Combot, veicoli o strutture. All'inizio di ogni partita, inoltre, è presente anche la fase PreBuild, dove si costruiscono i rudimenti della base, che precede il gioco vero e proprio.
Inoltre, il gioco pone anche un'enfasi su una guerra a più livelli: ogni partita è infatti divisa in tre livelli, ambientati in aria, sulla superficie e nei sotterranei. I Combot con capacità di volo possono passare dalla superficie al livello orbitale in aria e viceversa quando vogliono, mentre i veicoli sono le uniche unità in grado di raggiungere i livelli sotterranei da quelli della superficie, non prima che il giocatore abbia costruito un ascensore con una trivellatrice sul livello sotterraneo e poi una fabbrica di veicoli nello stesso livello.
Le due modalità principali sono le tre Campagne, ognuna composta da 10 missioni e la classica modalità Schermaglia. Una buona particolarità del gioco è che, quando si gioca contro l'IA, il costo delle sue strutture aumenta in base alla difficoltà. È identico a quella del giocatore umano a difficoltà Difficile, aumenta del 120% a difficoltà Media, e raddoppia a difficoltà Facile.
Tre sono le fazioni presenti nel gioco:
- La RimTech è una CorpoNazione militaristica a tutto tondo, e i suoi componenti credono nell'onore, il che li rende idealisti in un mondo poco ideale, e nel potere rappresentato dalla ricchezza. I loro Combot riflettono la loro filosofia con un insieme mortale di armi offensive e difensive, e il loro arsenale completo è un bilancio notevole di sistemi sia elettrici che cinetici.
- I MilAgro credono nella potenza, e che i più forti prosperano mentre i deboli sono destinati a servire. Essendo i guerrafondai del mondo, non si fermeranno a niente di fronte alla prospettiva di diventare i più forti e ottenere la tecnologia degli Hedoth. Il loro amore per la lotta si rispecchia nei loro Combot, che per loro sono armi adatte alla forza bruta, con tanto di molteplici armi da mischia come martelli, asce e tanto altro. Il loro difetto, però, è la scarsa mobilità, il che li rende poco manovrabili.
- I Neuropa rappresentano il fattore ombra che si trova nella guerra aperta tra coloro che desiderano conquistare e coloro che vogliono respingerli. Sono pazienti, discreti, ed estremamente furtivi come nemici, al contrario della RimTech e della MilAgro, che urlano la loro propaganda, e la loro tecnologia è quasi più aliena di quella che cercano le loro rivali. I loro Combot sono equipaggiati con parti notevolmente utili per ricognizione e spionaggio, e sono in grado di riconoscere ogni tentativo di attacco sotterraneo, di auto-ripararsi o di camuffarsi e rendersi invisibili.

## Accoglienza
| Testata                          | Giudizio |
| -------------------------------- | -------- |
| Metacritic (media al 31-01-2020) | 68/100   |
| AllGame                          |          |
| CGW                              | [ 7 ]    |
| Eurogamer                        | 7/10     |
| GameSpot                         | 6.8/10   |
| GameSpy                          | 85%      |
| IGN                              | 7.1/10   |
| Jeuxvideo.com                    | 16/20    |

Il sito web Metacritic lo ha votato con un 68 su 100 in base alle 20 recensioni aggregate sul sito. I critici ne hanno apprezzato l'ambientazione e il gameplay, ma criticato il design dei livelli, la storia e anche l'intelligenza artificiale poco avanzata.